# 티모시 폭
틀:중국어 표기/버마어
티모시 폭 순 팅(霍震霆, Timothy Fok Tsun-ting, 1946년 2월 14일 ~ )은 GBS, JP이며, 홍콩의 거물 헨리 훠의 장남으로, 홍콩 축구 협회 회장이다. 그는 1998년부터 2012년까지 스포츠, 공연 예술, 문화 및 출판 기능별 선거구를 대표했다. 그는 어떤 정당에도 소속되지 않았지만, 홍콩 입법회의 보수파와 협력했다.
그는 중국인민정치협상회의 전국위원회의 전 위원이다.

## 생애

### Education
훠는 홍콩 스탠리의 세인트 스테판 칼리지, 영국 서머셋의 기숙학교인 밀필드 스쿨, 그리고 미국의 서던캘리포니아 대학교에서 교육을 받았다.

### Affiliations and politics
훠는 2001년부터 2016년까지 국제 올림픽 위원회의 활동적인 위원이었고 2017년부터는 명예 위원이다. 중국 홍콩 체육 협회 올림픽 위원회 회장; 아시아 올림픽 평의회(OCA) 부회장; 2008년 올림픽 조정 위원회 위원; 홍콩 스포츠 기자 협회 회장; 2008년 올림픽 및 패럴림픽 승마 이벤트 조직 위원회 부회장(그가 홍콩으로 가져온 것으로 알려짐); 홍콩 동아시아 경기 대회 조직 위원회 부회장; 그리고 홍콩 축구 협회 회장을 역임했다.
훠는 홍콩 입법회에서 스포츠, 공연 예술, 문화 및 출판 기능별 선거구를 대표한다. 그는 어떤 정당에도 소속되지 않았으며, 중국인민정치협상회의 위원이기도 하다.

#### Sports Federation and Olympic Committee
훠가 SF&OC 회장으로 재임하는 동안, SF&OC와 훠에 대한 수많은 비행 의혹이 제기되었다. 2016년 8월, 홍콩 경제 저널은 SF&OC와 티머시 훠를 여러 가지 위반 혐의로 고발하는 기사를 발표했다. 2020년 4월, 정부의 감사원은 올림픽 위원회를 조사한 후 141페이지짜리 보고서를 발표했으며, 여기에는 느슨한 거버넌스를 포함하여 SF&OC의 여러 실패를 기술했다. 한 달 후인 2020년 5월, 입법회 의원들은 올림픽 위원회의 거버넌스에 의문을 제기하며, SF&OC가 2018년 아시안 게임 선수 선발 시 투명성이 부족하다고 비난했다. 홍콩 스포츠 연구소의 전 최고 책임자인 청 박광 교수는 SF&OC가 "제국으로 성장했으며 투명성과 책임은 그들의 사전에 없다"고 말했다.

#### Hong Kong Football Association
티머시 훠는 그의 아버지가 거의 30년간 그 자리를 맡은 후, 1997년부터 홍콩 축구 협회 회장으로 재직했다. 2020년 7월, 입법회 공공 회계 위원회는 티머시 훠 휘하의 HKFA를 비판하며, 그 거버넌스가 "끔찍하고 용납할 수 없다"고 밝혔다. 위원회는 2017-18년도에 3400만 홍콩 달러의 자금을 받았음에도 불구하고, 협회의 납세자 자금 사용을 검토하도록 설계된 내부 감사 위원회가 2015년에서 2019년 사이에 활동하지 않았다고 지적했다. 입법회 의원들은 또한 그 납세자 자금이 정당하게 사용되었는지 여부에 의문을 제기했다.
2015년, 티머시 훠는 부패와 뇌물 수사 대상이었던 전 FIFA 회장 제프 블래터를 공개적으로 지지했다. 축구 팬들은 HKFA 사무실 밖에서 훠에 항의했으며, HKFA에 서한을 보내 훠의 블래터 지지가 반부패 관행에 어긋난다고 주장했다.

#### Legislative Council
2008년, SCMP는 훠가 3년 연속으로 입법회 회의 참석률이 가장 낮았다고 보도했다. 또한 그는 자신이 참여한 3개의 법안 위원회 중 30% 미만만 참석했다. 이에 대해 훠는 "이것을 검토할 예정"이라고 말했다. 그러나 2년 후인 2010년, SCMP는 훠의 출석률이 6년 연속으로 최하위였으며, 일부 패널에서의 참여는 더 나빠졌다고 보도했다. 훠는 이전에 출석 기록이 "의원의 성과를 판단하는 너무 단순한 도구"라고 주장했다.
2010년 카톨릭 감시단은 세 명의 입법회 의원 중 훠를 포함하여, 한 해 동안 아무런 동의나 수정안을 발의하지 못하여 불만족스러운 평가를 내렸다.

### Family
그는 전 미스 홍콩 로레타 주와 결혼했다. 세 아들을 둔 이 부부는 결혼 생활이 '무너지고 있다'고 보도된 지 5년 이상 지난 2006년 9월에 이혼을 발표했다.
그의 장남인 케네스는 2012년 11월 8일에 은퇴한 중국인 다이빙 선수이자 다수의 올림픽 금메달리스트 및 세계 챔피언인 궈징징과 결혼했다. 2019년, 티머시는 케네스와 그의 가족에게 리펄스 베이에 있는 1억 6천만 홍콩 달러 상당의 집을 선물했다.
그의 다른 아들 에릭도 중국 여배우 장쯔이와의 관계로 인해 언론의 주목을 받았다.
2010년, 그의 막내아들 제레미 훠는 위험 운전과 음주 운전으로 유죄 판결을 받았다. 그는 경찰에 의해 법적 제한의 4배 이상으로 측정되었다. 제레미 훠의 변호사는 제레미가 우울증을 앓고 있었고, 수학 공부로 인해 스트레스를 받았다고 진술했다. 또한 변호사는 제레미 훠가 스리랑카에서 자선 활동을 했기 때문에 버릇없지 않다고 진술했다.